# Cetea, Bihor
Cetea (maghiară Cséklye) este un sat în comuna Borod din județul Bihor, Crișana, România.
Cetea este o așezare din județul Bihor, situată în partea de nord-vest a bazinului hidrografic al Borodului. Având o formă aproape rotundă explicată prin depresiunea tectono- erozivă a pârâului Borodului care, de-a lungul timpului, a colectat aproape radiar apele din jur, acest bazin hidrografic formează o unitate atât prin configurație morfologică cât și prin amprenta pe care a pus-o asupra sa. De aceea satele de aici: Cetea, Borod, Borozel, Cornițel, Valea Mare au prezentat de-a lungul timpului, dar mai, ales în Evul Mediu și în epoca modernă, o comunitate de așezări într-o strânsă interdependență. Spațiul geografic le-a dat același destin.
Între așezările menționate a existat o permanentă mișcare, o fluctuație care, practic, le-a făcut ca în fața istoriei să fie una și aceeași comunitate, chiar dacă în unele din aceste așezări au locuit și alte populații: slovaci, maghiari.
Cetea a avut un rol important în viața bisericească ortodoxă, de ea fiind legată parohia din Valea Mare, precum și credincioșii de acest rit din Borozel și Borod. Îndată după cel de-al doilea război mondial, prin strădania preotului Emil Bendorfeanu, locuitorii din Cetea au reușit să sprijine înființarea unei capele ortodoxe în Borod, care a ființat până în 1948.
Trecutul satelor din zonă se leagă precum firele unei țesături fine.
De aceea găsim informații în documentele parohiei din Cetea cu privire la trecutul aproape a tuturor așezărilor din această zonă. Durerile Cetei au fost, ca și bucuriile, la fel cu ale celorlalte sate românești din jur. Din “grăniceri" - păzitori ai trecerii peste munți - oamenii înzestrați cu privilegii pe care le aveau din moși-strămoși, au fost nevoiți să se zbată de-a lungul istoriei nu numai pentru drepturile pierdute, dar chiar și pentru a-și păstra pe cel mai elementar și mai firesc dintre ele: limba.
Două personalități se remarcă în mod deosebit: luminoasa imagine a preoților Alexandru Drimba și Emil Bendorfeanu cu a căror strădanie vreme de aproape o jumătate de veac întru propășirea satului, cititorul se va întâlni la aproape fiecare pagină din lucrarea de față. Cu siguranță că au fost și alții înaintea lor, pe care documentele au uitat să-i menționeze, așa cum sunt cei ce au urmat după ei, cei ce nu mai sunt, sau cei ce se străduiesc să țină trează credința și învățătura, dragostea și atașamentul de locurile natale.